# Central Kgalagadi Game Reserve
Central Kgalagadi Game Reserve é um dos dois subdistritos do distrito de Ghanzi. Segundo o censo de 2011, possuía uma população estimada de 260 moradores que habitavam 13 localidades sem afiliação, tratando-se do único subdistrito do país sem uma vila ou cidade.